# ريكي شو
ريكي شو (بالإنجليزية: Ricky Shaw)‏ هو لاعب كرة قدم أمريكية أمريكي، ولد في 28 يوليو 1966 في مقاطعة ويستتشستر في الولايات المتحدة.

## وصلات خارجية
- ريكي شو على موقع مرجع كرة القدم المحترفة.كوم (الإنجليزية)